# Claus van Bebber
Claus van Bebber (18 de diciembre de 1949) trabaja como artista independiente desde 1964. 
Se dedica tanto a la música como a las artes plásticas y escénicas. Su obra musical comprende una gran variedad de composiciones e  improvisaciones libres experimentales.

## Música y sonido
Sus primeras obras, en los años 60, estuvieron marcadas por la música beat. Desde mediados de los años 70, Claus van Bebber se dedicó al free jazz y a la improvisación libre como batería. A partir de 1977 actuó regularmente como miembro del trío Bebber/Schmidt/Thelosen, con el que participó en el Festival de Jazz de Frankfurt, y colaboró a dúo con Burghard Rogalla y Paul Hubweber. 
Van Bebber fue cofundador del grupo de artistas Heinrich Mucken, con los que realizó composiciones e improvisaciones, así como performances sonoros en espacios públicos. La formación, cuyo apogeo llegó con la participación en la exhibición Documenta 8, se mantuvo en activo hasta 1988.
Van Bebber es miembro de Fineworks, un gran grupo de improvisación formado por, entre otros, Georg Wissel, Carl Ludwig Hübsch, Paul Hubweber, Paul Lytton, Thomas Lehn, Mark Charig, Ute Völker, Uli Böttcher y Christoph Irmer.
Ya, desde principios de los años 70, introdujo a su repertorio los discos de vinilo como un instrumento más, dejando patente su interés por las características sonoras del disco de vinilo en sí en vez de por la reproducción de la música grabada. Van Bebber perfeccionó el concepto de Schallplattenkonzerte (actuaciones con discos de vinilo) durante una beca de investigación concedida por la asociación de artistas Artists Unlimited de la ciudad de Bielefeld. Desde entonces, también exhibe a menudo objetos sonoros e imágenes con discos de vinilo.

En dichas actuaciones se emplean los discos de vinilo y los tocadiscos como fuentes de sonido, aunque, como norma, el contenido de los discos no se escucha. Los discos se utilizan manipulando la velocidad de reproducción, creando bucles, pegando cinta adhesiva o reproduciéndolos solo en el último surco. De este modo, los discos de vinilo constituyen un instrumento en sí con su propio universo sonoro. A menudo, Van Bebber colabora en estas actuaciones con otros artistas, como Helmut Lemke, Rolf Glasmeier, Paul Hubweber, Carl Ludwig Hübsch, Jaap Blonk y Paul Lovens.

## Artes visuales
Claus van Bebber se preocupa mucho por examinar la situación in situ. Crea instalaciones y objetos cuyo mensaje y efecto hace referencia al medio ambiente, al espacio, la historia de un lugar o un tema de la exhibición.
Muchos de sus objetos son los típicos artilugios de culto arcaicos que podrían exponerse en un museo, los cuales parecen formar parte de un ritual.
Ha recreado paisajes, artilugios de excavación, piezas de madera y otros objetos encontrados o desenterrados.
En 1994, Van Bebber fundó junto con otros artistas la sociedad registrada ArToll, un laboratorio de arte que se autodefine como una galería orientada al proceso y que invita regularmente a artistas para que trabajen y expongan allí.

## Premios y becas
- Premio Cultural de Artes Visuales de la ciudad de Kevelaer en 1992
- Premio incentivo otorgado por la empresa Melitta en 1992 (con Helmut Lemke y Michael Vorfeld)

Van Bebber ha participado en numerosos simposios internacionales de artistas, en los que ha recibido becas como artista invitado:
- Artists Unlimited, Bielefeld 1989–1990
- De Fabriek, Eindhoven NL 1993
- Galería de Villingen-Schwenningen 1996

Sus obras se exhiben en museos y colecciones tanto públicas como privadas:
- Museos de la ciudad de Lüdenscheid
- Museo Goch
- Archivo de arte de Peter Kerschgens
- Galería de Villingen-Schwenningen

## Anécdotas
Ya de joven, Claus van Bebber se sintió inspirado por el arte contemporáneo, por lo que su abuelo lo llevó regularmente a las exposiciones permanentes de los Hermanos van der Grinten. Allí, con 13 años, vio la exposición Joseph Beuys Fluxus, que posteriormente alcanzaría tanta fama. Esta exposición le impresionó de tal manera que durante la Pascua siguiente organizó una exposición propia llamada Kinderfluxus junto con su hermano Helmut van Bebber y otros niños del barrio.
Más adelante, volvió a tener contacto con Joseph Beuys cuando este trabajó en el sepulcro de la familia van der Grinten en el sótano de los van Bebber, mientras Claus lo observaba.

## Discografía
- TEFITON - SEIDL - CD 2008, con Erhard Hirt
- Kreisel - CD 2005, con Michael Vorfeld
- TEFITON - CD 2005, con Erhard Hirt
- Vinyl + Blech IV - CD 2005, con Paul Hubweber
- SERIENTÄTERSERIE: reedición de 'Vinyl + Blech I - III', 2005, con Paul Hubweber
- SERIENTÄTERSERIE: reedición de 'WAN(d)KLANKEN' CD y Booklet 2005, con Jeanne van Heeswijk
- Fisch zum Frühstück - CD 2004
- Improvisors - CD 2003, con Carl Ludwig Hübsch y Jaap Blonk
- Klanglabor - CD 2003, con varios artistas
- Vinyl + Blech - CD 2002, con Paul Hubweber
- Viny’l’isten - CD 2002, con Philip Jeck
- Six And More - Way Out - CD 2002, con Günter Schroth, entre otros
- Himmelsleiter - CD 2001
- Barcode Music - CD 2000, con Günter Schroth y Franziska Quandt
- RUBBED + BLOWN 1999, con Ron Schmidt
- FIRST FOUR 1999, con Stephan Froleyks, Lesley Olson y Barbara Hahn
- Vinyl + Blech II - CD 1999, con Paul Hubweber
- Vinyl + Blech I - CD 1998, con Paul Hubweber
- Nahe der Stille - CD 1998, con varios artistas
- VOX - CD 1997, con varios artistas
- Schallplattenkonzert - CD 1993
- <Prison 1002-1> - LP 1989, con Helmut Lemke
- Stück für Stück, con Ron Schmidt y Toto Thelosen - LP 1977

## Enlaces
- Presencia en la web
- Referencia musical de Nurnichtnur (La mayoría de sus obras)
- Trío van Bebber/Schmidt/Thelosen (y otras formaciones posteriores)

- Datos: Q1098884
- Multimedia: Claus van Bebber / Q1098884